# Johnstown (ort i Irland, Leinster, Kilkenny)
Johnstown (iriska: Baile Sheáin) är en ort i republiken Irland.   Den ligger i grevskapet Kilkenny och provinsen Leinster, i den centrala delen av landet, 110 km sydväst om huvudstaden Dublin. Johnstown ligger 139 meter över havet och antalet invånare är 472.